# Мухина, Ольга Станиславовна
Ольга Станиславовна Мухина (Максимова) (род. 1 декабря 1970, Москва, СССР) — российский драматург, сценарист, продюсер. Один из самых заметных драматургов, появившихся в 1990-х годах.

## Биография
Ольга Мухина родилась 1 декабря 1970 года в Москве. Жила в городе Ухте. Поступала во ВГИК на сценарный и режиссёрский факультеты, окончила отделение драматургии Литературного института имени Горького. Пишет сценарии для телесериалов.
Мухина — автор пьес «Печальные танцы Ксаверия Калудского» (1989), «Александр Август» (1991), «Любовь Карловны» (1992), «Таня-Таня» (1994), «Ю» (1996), «Летит» (2004), «Олимпия» (2013).
Самая известная пьеса Мухиной — «Таня-Таня». Премьера пьесы состоялась 21 января 1996 года в Московском театре «Мастерская П. Фоменко» (режиссёр Пётр Фоменко). 12 апреля 1996 года состоялась премьера спектакля «Таня-Таня» в театре «На Васильевском острове». В 1996 и 1998 году две постановки этой пьесы осуществил режиссёр Игорь Коняев: под названием «Женщины всегда смеются и танцуют» спектакль был поставлен сначала в Челябинском государственном драматическом Камерном театре, а затем в Саратовском театре драмы. В 2018 году пьеса была поставлена в Русском драматическом театре «Мастеровые» (Набережные Челны) режиссёром Верой Поповой. Пьеса была переведена на английский, болгарский, шведский, датский, чешский, иврит.

## Творчество
Авторы учебника «История русской литературы XX — начала XXI века» называют Мухину в числе самых заметных российских драматургов, появившихся в 1990-х годах. Театровед П. Руднев считает, что она внесла «значительный вклад в драматургию». Литературовед М. Липовецкий и театровед Б. Боймерс говорят о Мухиной как о «сильном драматургическом голосе».
Мухина отвергает социальные темы и острую форму, присущие «новой драме», и создаёт пьесы, которым свойственны лирическая атмосфера с примесью абсурда, сентиментально-ироническая интонация и вера в гармоничность мира. Размытый сюжет, незавершённость действие, «пуды любви» — эти черты роднят её пьесы с драматургией А. Чехова. Мухина изобрела жанр пьесы с картинками («Таня-Таня», «Ю»): она добавляет в текст пьесы фотографии прошлых лет, делая картинки приложением к ремаркам.

## Сочинения
- Мухина О. Любовь Карловны // Современная драматургия. — 1994. — № 1.
- Мухина О. Таня-Таня // Драматург. — 1995. — № 5.
- Мухина О. Ю // Драматург. — 1997. — № 8.
- Мухина О. Любовь Карловны // Счастливый случай: пьесы из XXI века / сост. И. Кучер, Ю. Фридштейн. — М.: Новое дело, 2003. — 478 с. — (Библиотека «Герольда»). — ISBN 5-98107-011-0.
- Мухина О. Таня-Таня // Новая драма / ред.: К. Матвиенко, Е. Ковальская. — СПб.: Сеанс, Амфора, 2008. — С. 297—364. — 496 с. — (Могучие кучки). — ISBN 978-5-367-00741-1.